# گره‌دوپیچ عبوری
گره‌دوپیچ عبوری (double carrick bend) گره‌پیچی است که در آن برای ایمنی بیشتر، طناب دو بار پیچانده می‌شود.